# Colors (Jason Derulo)
Colors è un singolo del cantautore statunitense Jason Derulo, pubblicato il 9 marzo 2018.

## Descrizione
Il brano, scritto da Jason Desrouleaux e Robin Weisse, è stato scelto come brano musicale ufficiale del campionato mondiale di calcio 2018 in Russia.
Esso è stato pubblicato in due versioni: una in lingua inglese e una in lingua spagnola con la partecipazione del cantante colombiano Maluma.

## Tracce
1. Colors – 3:07